# 白鹭洲书院
27°07′23″N 114°59′54″E / 27.12306°N 114.99833°E
白鹭洲书院位于中国江西省吉安市吉州区，2013年被列为第七批全国重点文物保护单位。

## 历史
白鹭洲是位于赣江之中的沙洲，由李白“三山半落青天外，二水中分白鹭洲”之句而得名。南宋淳祐元年（1241年），吉州知州江万里在白鹭洲创建书院，并亲自任教。此后，书院延本州名儒欧阳守道为首任山长。在宋代，书院培养了文天祥、刘辰翁、邓光荐等一批杰出人士。元至元十九年（1282年），书院被洪水冲毁，吉安路总管李珏修复。至正十二年（1352 年），红巾军与元兵战于吉安，书院大部被毁，两年后又遭大水。至正十五年重建。入明以后，白鹭洲书院渐成遗迹。明嘉靖五年（1526年），知府黄宗明重建白鹭洲讲堂。嘉靖二十一年因白鹭洲易遭水患，迁书院于仁寿山慈恩寺，改名鹭洲书院。隆庆元年（1567年）书院改为庐陵县学。万历元年（1573年），书院迁城北。经过两次迁徙，书院已名存实亡。万历二十年 (1592)，知府汪可受将书院迁回白鹭洲，主持修筑了吉台、永堤以加强防洪，修复并扩建了宋时以来的堂、楼、亭、阁等，新增三坊、十学号房等，并增置院田，确保书院经济来源。汪可受因中兴白鹭洲书院，被列入书院四公祠内。至清代顺治三年（1646年）、十二年（1655年）、康熙三年（1664年）、雍正二年（1724年）、乾隆三十九年（1774年）、嘉庆十八年（1813年）、道光三年（1823年）、八年（1828年）、二十三年（1843年）先后重修或重建。咸丰六年（1856年）, 太平军与清兵激战于吉安，书院又被焚毁。同治二年（1863年），经知府曾省三倡修恢复。现存的风月楼、云章阁以及斋舍, 为同治二年所遗留，而洲中心的鹭池，则是明代万历二十年重修书院所开辟。
1903年改制为中学堂，现为江西省白鹭洲中学。
2013年8月至2015年12月，白鹭洲书院全面修缮复原，并对白鹭洲进行加固改造。